# Hispano-Suiza 12Y
Hispano-Suiza 12Y je bil francoski 12-valjni bencinski V letalski motor iz zgodnjih 1930ih do  srede 1940ih. Moč motorja je bila okrog 750-1100 KM, odvisno od različice. Hlajenje je bilo tekočinsko (vodno). 12Y je uporabljal tudi mehansko gnani polnilnik za boljše sposobnosti na večjih višinah, kjer primanjkuje zraka.
Motor je bil zelo popularen in se je uporabljal na številnih letalih v več nadaljnih variantah in licenčnih verzijah. Originalno ga je proizvajalo špansko podjetje Hispano-Suiza v Franciji, pod licenco so ga izdelovali tudi v Sovjetski zvezi kot Klimov M-105 (okrog 129000 izdelanih), na Češkoslovaškem kot Avia HS 12Y in v Švici kot Hispano-Suiza HS-77. 

## Uporaba
- Amiot 370
- ANF Les Mureaux 110-119 series
- Arsenal VB 10
- Arsenal VG-33
- Avia 156
- Avia B-534
- Bloch MB.177
- Dewoitine D.510
- Dewoitine D.513
- Dewoitine D.520
- EKW C-35
- Fairey Fantôme
- Farman NC.223.3
- Farman NC.223.4
- Ikarus IK-2
- Latécoère 298
- Latécoère 521
- Loire-Nieuport 161
- Morane-Saulnier M.S.406
- Morane-Saulnier M.S.475
- Potez-CAMS 161
- Renard R-36
- Rogozarski IK-3
- Wibault 366

## Klimov (licenčno grajeni)
- Arhangelski Ar-2
- Lavočkin-Gorbunov-Goudkov LaGG-1
- Lavočkin-Gorbunov-Goudkov LaGG-3
- Mörkö-Morane
- Petljakov Pe-2
- Petljakov Pe-3
- Jakovljev Jak-1
- Jakovljev Jak-2
- Jakovljev Jak-3
- Jakovljev Jak-4
- Jakovljev Jak-7
- Jakovljev Jak-9
- Jermolajev Yer-2

## Specifikacije (12Ycrs)
- Tip: 12-valjni tekočinskohlajeni bencinski V-motor s polnilnikom
- Premer valja: 150 mm (5,906 in)
- Hod bata: 170 mm (6,693 in)
- Delovna prostornina: 36,05 l (2199,9 in³)
- Dolžina: 1,722 mm (67,8 in)
- Širina: 764 mm (30,08 in)
- Višina: 935 mm (36,81 in)
- Teža: 12Y-25:475 kg (1047 lb); 12Y-45:515 kg (1135 lb)

- Vplinjač: 6x Solex 56 S.V.C
- Hlajenje: tekočinsko, 600 litrov/min
- Moč:
- 12Y 25: 810 CV (600 kW) (800 KM) pri 2400 rpm
- 920 CV (680 kW) (910 KM) pri 2520 rpm na 3600 m (11800 ft)
- 12Y 45: 850 CV (630 kW) (840 KM) pri 2400 rpm
- 935 CV (688 kW) (922 KM) pri 2520 rpm na 4200 m (13800 ft)
- Specifična moč: 17,08 kW/l (0,38 KM/in³)
- Kompresijsko razmerje: 12Y 25: 7.2-1 12Y 45: 7-1
- Specifična poraba goriva: 328 g/(kW•h) (0,54 lb/(KM•h))
- Poraba olja: 11 g/(kW•h) (0,28 oz/(KM•h))
- Razmerje moč/teža: 1,32 kW/kg (0,8 hKM/lb)